# Negras
Negras é um distrito do município de Itaíba, Agreste Meridional de Pernambuco. De lá até a capital, Recife, são cerca de 341km.

## Negras
Negras faz parte do município de Itaíba, Agreste Meridional de Pernambuco, e fica 341km distante de Recife. Em seis de setembro de 1999, pela Lei Municipal nº 253, foi elevado de povoado à categoria de distrito. Nele, moram cerca de 7655 pessoas (sendo 2805 na zona urbana e 4850 na rural) - de acordo com a Agência Estadual de Planejamento e Pesquisas de Pernambuco (Condepe/ Fidem).

## História
Os primeiros habitantes foram o Capitão José Ignácio da Silva (Rocha Pitta) e Maria Isabel da Conceição Ramos, casal que se estabeleceu numa casa da atual Praça Nossa Senhora da Conceição. A chegada ocorreu por volta da segunda metade do século XIX e a fazenda foi denominada "Cacimba Nova". Os filhos do casal povoaram as terras.
Ao passar dos anos, mais pessoas vieram morar aqui e, numa das primeiras décadas do século XX, o lugar foi considerado povoado do município de Águas Belas. Entretanto, os idosos dizem que o maior aumento populacional ocorreu na época do embate entre a Volante e Lampião, o que fez com que habitantes de sítios vizinhos viessem para cá. Em 28 abril 1962, o distrito de Itaíba se emancipou e englobou o então povoado de Negras.

## Topônimo
O nome "Negras" tem várias origens. A mais lembrada é de que havia nas terras uma escrava fugida. Alguns contam que ela foi criada pelo dono da Fazenda Cacimba Nova e, quando adulta, morou numa cacimba próxima. Mas há quem diga que ela foi apenas achada morta neste lugar. Independentemente da versão, os moradores apelidaram o poço de "Cacimba da Negra". Como a água que emanava era boa, as pessoas do entorno se abasteciam dela e o nome se popularizou, diminuindo para "Negra". O registro do povoado ficou no plural, provavelmente pela quantidade de negros que já residiam aqui.

## Quilombolas
Importante dizer também que o conhecido “Alto de Negras”, desde dezembro de 2010, é tido pela Fundação Cultural Palmares como uma comunidade de remanescentes quilombolas. Isto foi possível por, vale dizer, mérito da professora Maria Juliana Vieira Ramos Lemos, que buscou o reconhecimento deles. Entretanto, existe um empasse: para a Fundação Cultural Palmares, o Alto de Negras pertence a Canapi, em Alagoas, enquanto, para o Ministério do Desenvolvimento Social e Combate à Fome, não há quilombolas no município vizinho, mas em Itaíba sim. O problema de identificação poderá ser resolvido com a remarcação das terras. No mais, sabe-se que os primeiros habitantes negros se estabeleceram paralelamente aos donos da Fazenda Cacimba Nova, no século XIX. Segundo dizem os moradores antigos de Negras, não havia escravização.